# Окупација
Окупација представља заузимање и контролу дела или целокупне територије једне земље од стране оружаних снага друге земље.

## Појам
Појам окупације може се посматрати са становишта дефиниције окупације и разликовања окупације од анексије. Међународно право има посебан изграђен систем правила за ратну окупацију као посебан појам различит од мирне, мирнодопске окупације која се може десити у најразличитијим околностима и чија легитимност зависи од посебног скупа правила. Дефиницију окупације, за коју се може рећи да је општеприхваћена и неспорна у теорији и пракси, даје Хашки правилник из 1907. године, иначе анекс Хашке конвенције из 1907. године у члану 42:
Територија се сматра окупираном када се стварно налази под влашћу непријатељске армије.
                Окупација се простире само на територију на којој је та власт успостављена и у могућности да врши власт.— из Хашке конвенције
Однос окупације и анексије дуго је био однос истоветности јер се фактичка власт изједначавала и са правном. Евентуална каснија легализација територијалних освајања (кроз одређени мировни споразум и др.) била је пожељна, али не и неопходна. Тек у ново доба појмови се раздвајају, па и савремено регулисање ове материје показује да је став прихваћен у међународном праву тај да је окупација факт, иако регулисан одређеним нормама, те да се никако не сме изједначавати са сувереношћу на одређеној територији. Читав низ правних правила усмерен је управо на то да се окупирајућа сила спречи да спроводи мере против легалне власти и врши поступке који су по природи ствари резервисане за државу чија је то територија.

## Правни извори
Стварање правних извора који ће регулисати материју окупације везано је пре свега за 20. век. Раније се може говорити о одређеним обичајима или пак спорадичној, споредној и необавезујућој регулативи или примени уз помоћ аналогије правила ратног права уопште. Први релевантан извор је Хашки правилник уз Хашку конвенцију из 1907. г. До потребе даљег регулисања ове материје дошло је после Другог светског рата и свега шта су чиниле окупаторске војске зараћених страна на окупираним територијама, уопште не примењујући или примењујући крајње селективно одредбе хашких докумената. Од значаја су Женевска конвенција о заштити грађанских лица за време рата од 12. августа 1949. г. (позната и као IV Женевска конвенција) и Конвенција за заштиту културних добара у случају оружаног сукоба из 1954. године. Релевантан извор је и Протокол I везан за IV Женевску конвенцију сачињен 8. октобра 1977. године. Правила везана за окупацију могу се евентуално наћи и у неким другим документима, али је то пре свега узгредно регулисано. Наравно, у ситуацијама окупације могућа је примена и других правила ратног права што зависи од конкретне ситуације.

## Савремени примери
Као релативно најчистији пример окупације наводи се мароканска окупација Западне Сахаре, коју је Мароко самовласно анектирао иако на тој територији постоји и друга власт (Сахарска Арапска Демократска Република) коју признају 43 земље света.
Сличан пример је окупација северног дела Кипра са покушајем Турске да се окупирани део (ТРСК) призна као независна држава. То је учинила до данас једино Турска. Ситуацију овде компликује то што локално становништво не сматра турску власт за окупациону већ легитимну.
Дилеме изазива и статус територија Голанске висоравни, Западне обале и источног Јерусалима које је Израел самовласно анектирао и даље држи војне окупационе снаге на њима без обзира да десетине резолуција и председничких саопштења Савета безбедности УН. Правна ситуација је овде измењена формирањем Палестинске Самоуправе и будући развој ситуације треба везивати за будућност те земље. Питање Голанске висоравни и даље остаје врло спорно, јер УН и земље у свету не признају било какав суверенитет Израела на тој територији, што ову ситуацију (и поред посебних израелских законских мера) фактички чини војном окупацијом. Споран је и статус Курилских острва јер совјетска окупација ове територије после капитулације Јапана у Другом светском рату нема правног основа у важећим документима.